# Khoi Pham
Khoi Pham (2005) is een Nederlands schaker. In januari 2024 werd hij Internationaal Meester.

## Schaakcarrière
Pham leerde op 4-jarige leeftijd schaken en werd lid van het Vereenigd Amsterdamsch Schaakgenootschap (VAS). Pham bleek een groot talent te hebben. In 2013 werd hij op de Nationale Pupillendag Nederlands kampioenschap schaken in categorie G (t/m 8 jaar). Een jaar later werd hij in de categorie F (t/m 9 jaar) gedeeld tweede.
In 2015 eindigde hij bij het NK D (t/m 12 jaar) op gelijke hoogte met Machteld van Foreest. In de barragewedstrijd verloor Pham van Van Foreest en werd zodoende tweede.
In 2019 werd Pham Nederlands kampioen in de C-jeugd door in de laatste ronde Daniel Kutchoukov te verslaan. In oktober dat jaar nam hij deel aan het WK Jeugd in Mumbai.
In 2021 werd het Nederlands kampioenschap schaken voor de jeugd in verband met de coronapandemie online gehouden. Ook dat jaar eindigde Pham bovenaan in zijn categorie (B, t/m 16 jaar).
Zowel in 2022 als 2023 werd Pham gedeeld tweede bij het HSG Open.
In juni 2022 oversteeg Pham de 2300-ratinggrens en werd zodoende FIDE Meester. In januari 2024 werd hem de titel Internationaal Meester toegekend. Zijn IM-normen behaalde hij bij het Tata Steel-toernooi 2023, bij de Utrechtse Meesters 2023, en bij de 20e Open de Vandoeuvre 2024, een schaaktoernooi in Vandœuvre-lès-Nancy.
In de Meesterklasse komt Pham sinds 2023 uit voor de Kennemer Combinatie.

## Persoonlijk
Pham heeft een relatie met schaakster Eline Roebers.